# Yr Wyddfa

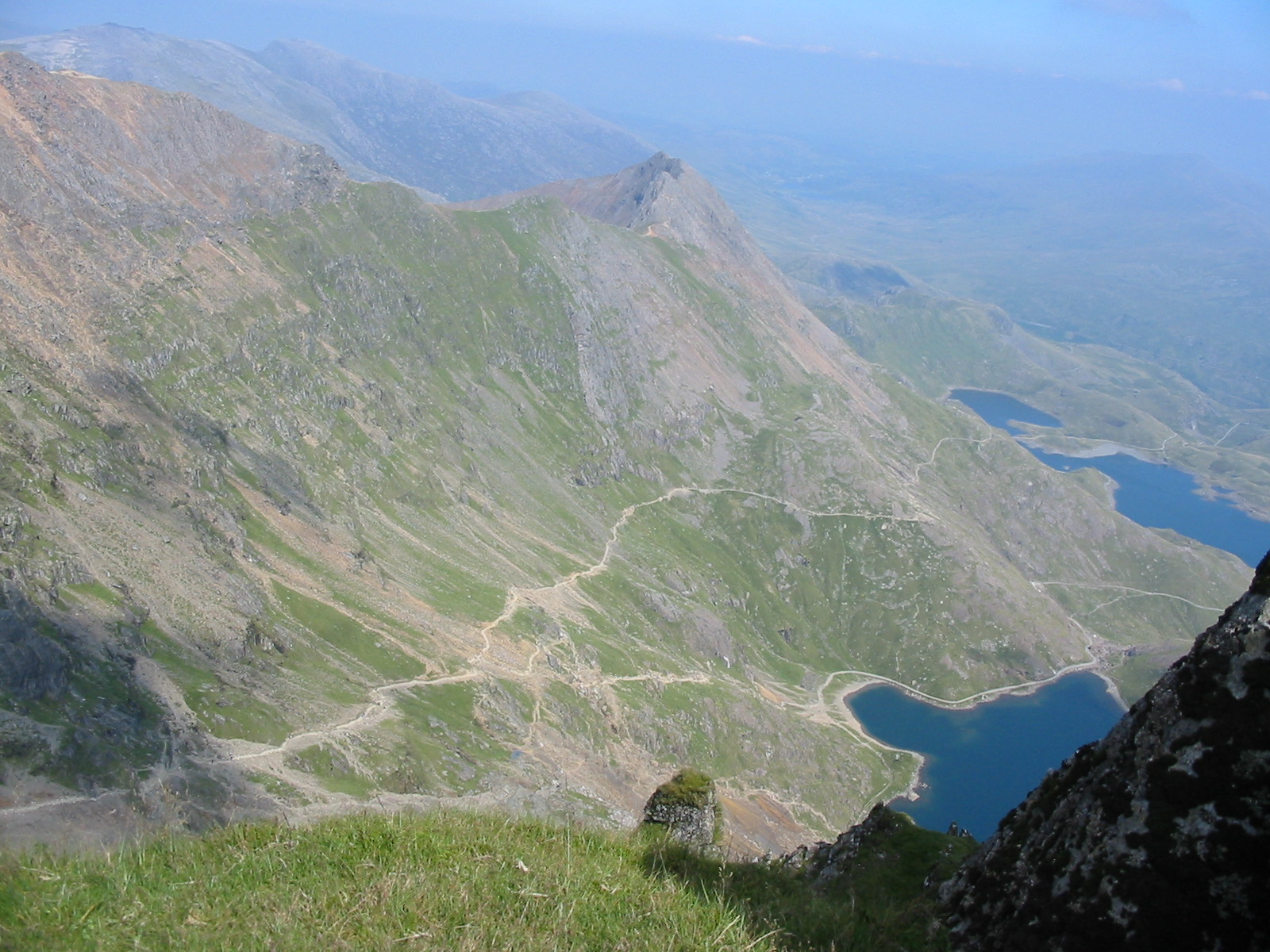
Pyg Trail (2005)

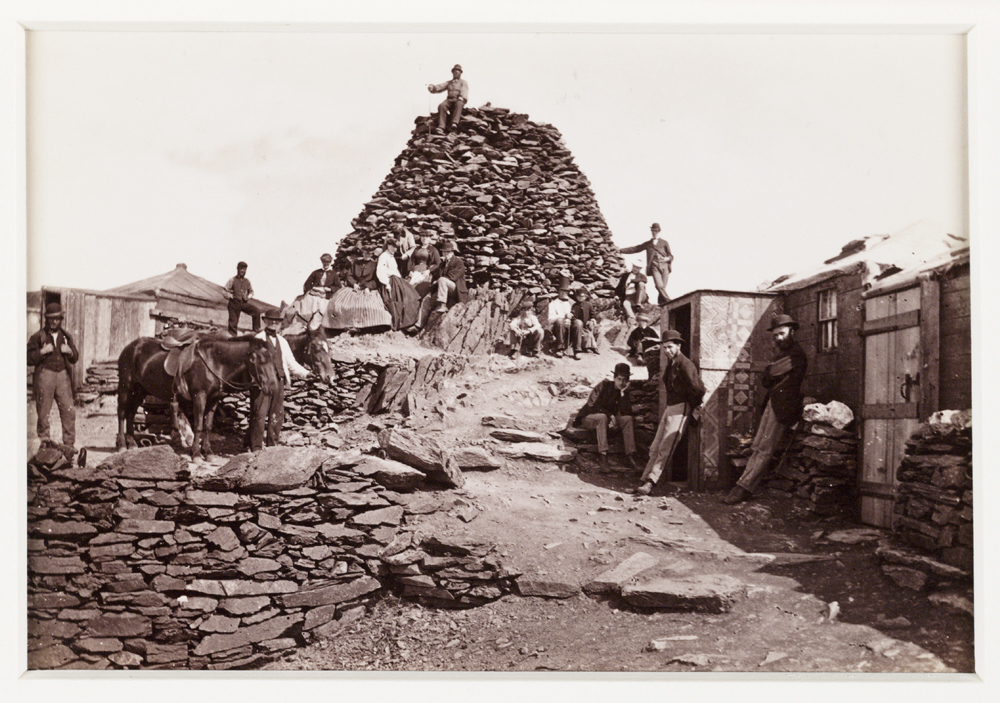
Top van Snowdon, 1880

Yr Wyddfa (Nederlands: Snowdon) is de hoogste berg van Wales en is met zijn 1085 meter de hoogste berg van Groot-Brittannië buiten de Schotse Hooglanden. De berg ligt in het Eryri National Park in Gwynedd.
De berg is goed begaanbaar doordat er vele wegen en paden vanuit de omliggende dorpen naar de top leiden, variërend van relatief makkelijke wandelingen tot volledige bergklimroutes waar stijgijzers noodzakelijk zijn. Naast deze wandel- en klimroutes is er een spoorlijn naar de top. De trein vertrekt vanuit Llanberis.

## Geologie
Snowdon is gevormd uit veel verschillende soorten steen. Deze lagen zijn goed te onderscheiden; in Llanberis leisteen, 400 miljoen jaar geleden was dit modder en silt. Daarna gritsteen, kleisteen en siltsteen met daarbovenop stenen van vulkanische as. Hierbovenop een bedding van leisteen met de schelpen van zeedieren. Dit laat zien dat de top van de berg ooit onder water lag.
Deze lagen liggen uiteraard niet horizontaal. De hele berg is in plooien gedrukt door grote uitbarstingen en aardbevingen om daarna geërodeerd te worden door gletsjers die brede valleien achterlaten met kliffen en richels. De top van de berg is de bodem van een syncline.

## Spoorlijn
De Snowdon Mountain Railway is een toeristische 
smalspoorlijn die toeristen dagelijks sinds 1896 naar de top brengt. Het is door een aantal zakenmensen in het leven geroepen als vervanging van de pony's die vroeger bezoekers aan de berg naar boven brachten. De acht kilometer lange tandradspoorlijn leidt naar het Summit Station op een hoogte van 1065 meter. De spoorlijn is de enige Britse tandradspoorweg, er rijden stoom- en diesellocomotieven.

## Bergroutes
Er is een aantal bekende bergroutes:
- Llanberis Pad (langs de spoorlijn)
- Snowdon Horseshoe
- Via de Moel Eilio Ridge langs het Llanberis pad
- Yr Aran en het South Ridge pad langs de Rhyd Ddu
- Miners en Pyg Track
- Watkin Pad en South Ridge
- Rhyd Ddu en Snowdon Ranger Paths

## Trivia
- Volgens de legende is Snowdon de huidige verblijfplaats van Merlijn (Emrys Myrddin), de tovenaar uit de Arthurlegende. Volgens deze legende slaapt Merlijn, samen met een groot aantal krijgers, diep in het binnenste van de berg.
- Sir Edmund Hillary heeft ter voorbereiding van zijn succesvolle beklimming van de Mount Everest met enkele expeditieleden getraind in winterse condities op de Snowdon[2].